# Puig del Pal
El Puig del Pal és una muntanya que està situada a ponent del terme municipal d'Espolla, a l'Alt Empordà, a escassos 2 km del nucli urbà. És una muntanya molt característica, tot i la poca alçada, perquè domina el poble d'Espolla i tota la zona més nord-occidental del poble està gairebé a la falda d'aquesta muntanya.
A la falda oest, a més, compta amb un dolmen que n'ha pres el nom, concretament és el dolmen de la Gutina/Puig del Pal.